# Condado de Hillsborough (Nuevo Hampshire)
El condado de Hillsborough (en inglés: Hillsborough County), fundado en 1769, es uno de los diez condados del estado estadounidense de Nuevo Hampshire. En el censo de 2000 el condado tenía una población de 380,841 habitantes. La sede del condado se encuentra localizada en Manchester y Nashua.

## Geografía
Según la Oficina del Censo, el condado tiene un área total de 2310 km² (891,9 mi²), de la cual 2269 km² (876,1 mi²) es tierra y 41 km² (15,8 mi²) (1.78%) es agua.

## Demografía
En el censo de 2000, hubo 380,841 personas, 98,807 hogares, y 18,790 familias residiendo en el condado. La densidad poblacional era de 435 personas por milla cuadrada (168/km²). En el 2000 había 149,961 unidades unifamiliares en una densidad de 66 km² (25,5 mi²). La demografía del condado era de 93.90% blancos, 1.29% afroamericanos, 0.25% amerindios, 2.00% asiáticos, 0.03% isleños del Pacífico, 1.31% de otras razas y 1.22% de dos o más razas. 3.19% de la población era de origen hispano o latino de cualquier raza. 10.1% eran de origen inglés 12.5% francés, 5.7% alemán, 15.4% irlandés y 6.0% estadounidense 87.6% de la población hablaba inglés 5.1% francés y 2.7% español en casa como lengua materna. 
La renta per cápita promedia del condado era de $53,384, y el ingreso promedio para una familia era de $62,363. Los hombres tenían un ingreso per cápita de $42,017 versus $29,397 para las mujeres. La renta per cápita para el condado era de $25,198 y el 6.30% de la población estaba bajo el umbral de pobreza nacional.